# Feudum

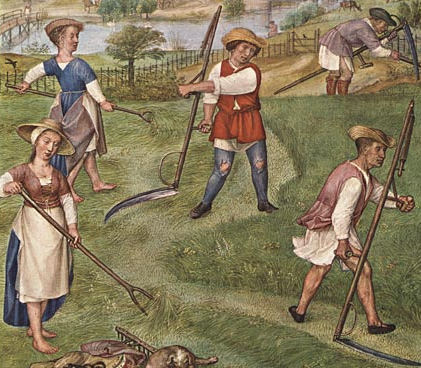
Landarbeiders aan het werk op een leen - Breviarium Grimani, Juni

Feudum of feodum (vulgair Latijn voor "vergoeding") is een begrip uit het oud Romeinse Recht voor een stuk grond dat door de eigenaar aan een ander in bruikleen werd gegeven onder bepaalde voorwaarden. In juridische zin gaf de eigenaar bepaalde eigendomsrechten uit. Ging het om de uitgifte van het bezitsrecht, werd gesproken van een beneficium, in tegenstelling tot een allodium, waar men de volledige rechten kreeg en men een positie had vergelijkbaar met het huidige eigendom.

Vanaf ongeveer de negende eeuw komt het begrip terug in contracten gebaseerd op plaatselijk geldend leenrecht. Daarbij werd een deel van het grondgebied van een keizer of koning door deze in bruikleen aan een derde gegeven, die in ruil daarvoor diensten aan de grondeigenaar verleende. Aanvankelijk ging het vooral om militaire steun aan de grondeigenaar als deze ergens anders ten oorlog trok, of om het betreffende gebied te verdedigen voor de koning. Later ontwikkelde zich hieruit een heel stelsel van rechten en plichten, het feodale stelsel genoemd.
De ingebruikgever noemde men leenheer, de ingebruiknemer leenman, vazal of manschap. De ingebruiknemer kon delen van zijn grond weer verder in leen geven.
Aanvankelijk was een leen slechts tijdelijk en viel het na de dood van de vazal weer terug aan de heer, de erfopvolger moest opnieuw een contract met de heer sluiten. De leenmannen streefden echter steeds meer naar erfelijkheid, hun erfopvolger nam in de praktijk de functie over en dat werd dusdanig algemeen, dat leenheren hier vaak niet goed tegen op konden treden.

## Soorten leencontracten
Er waren verscheidene soorten:
- feudum datum, de klassieke verlening (top-down)
- feudum antiquum, dat al generaties binnen de familie was
- feudum novum, dat nieuw verkregen was.
- feudum oblatum, het opgedragen leen, was enigszins vergelijkbaar met het moderne rent-and-lease-back contract.[1]